# Tranvía de Washington D. C.
El Tranvía de Washington D. C. (inglés: DC Streetcar) es un sistema de tranvía ubicado en Washington D. C., distrito de Columbia. Fue inaugurado el 27 de febrero de 2016, actualmente cuenta con 1 línea y 7 estaciones.

## Administración
El Tranvía de Washington D. C. es administrado por la RATP Group.